# Selinog Island
Selinog Island, auch Silino Island genannt, ist eine kleine Insel der Philippinen im Südwesten der Mindanaosee in der philippinischen Provinz Zamboanga del Norte.

## Geographie
Die dürftig bewachsene Insel liegt rund 25 Kilometer nordwestlich der Küstenstadt Dapitan City auf der Insel Mindanao. 

## Naturschutzgebiet
Die Landfläche der Insel bildet mit den sie umgebenden Riff- und Meeresflächen das Schutzgebiet Selinog Island Protected Landscape/Seascape, ein kombiniertes Naturschutz- und Meeresschutzgebiet. Es wurde durch den Präsidentenerlass Nr. 276 am 23. April 2000 eingerichtet und umfasst eine Fläche von ca. 960 Hektar und eine umgebende Pufferzone von 1.294 Hektar.

## Sonstiges
Die Insel gehört zum Verwaltungsgebiet der Großstadt Dapitan City. Sie kann per Boot von dort oder von Dipolog City aus erreicht werden.